# LIVE AT BUDOKAN
『LIVE AT BUDOKAN』は、秦基博のライブDVD。

## 解説
- 2009年3月6日に日本武道館にて行われた「LIVE AT BUDOKAN」のライブ映像を収録。
- 初回限定盤は、特製フォトブック付きスペシャルパッケージ仕様。

## バンドメンバー
- 秦基博：Vocal, Guitar
- 山本タカシ：Guitar
- 鹿島達也：Bass
- 坂田学：Drums
- 山本隆二：Keyboards

## 収録曲
1. 僕らをつなぐもの
2. 色彩
3. シンクロ
4. トレモロ降る夜
5. Baby, I miss you
6. Honey Trap
7. 虹が消えた日
8. 夕暮れのたもと
9. プール
10. Lily
11. 赤が沈む
12. 空中ブランコ
13. 青い蝶
14. 花咲きポプラ
15. キミ、メグル、ボク
16. 鱗（うろこ）
17. フォーエバーソング
18. 風景
19. 朝が来る前に
20. 最悪の日々（ENCORE）
21. 新しい歌（ENCORE）